# Z 24
Le Z 24 était un destroyer allemand de classe Type 1936A construit pour la Kriegsmarine à la fin des années 1930.

## Historique[1]
Le 23 octobre 1944, le Z-24 rejoint la de la 8e flottille de destroyers, également appelé la flottille de Narvik. Entre juin et octobre 1941, il est rattaché à la 6e flottille de destroyers en France puis basé à Kirkenes. Il est et utilisé sans succès pour des opérations le long de la côte de Mourmansk jusqu'à la fin de 1941. Après un bref séjour en Allemagne de janvier à mars 1942, le Z 24 prend part au Zerstörergruppe Arktis et opère contre le convoi PQ 13. En avril 1942, les Z 24, Z 25 et Hermann Schoemann attaquent et endommagent le croiseur britannique HMS Edinburgh, déjà endommagé par l'U-456. Le croiseur sera ensuite coulé. Jusqu'à la moitié de l'année 1942, le bateau est basé à Narvik. Il est transféré en France en mars 1943 et participe à la bataille d'Ouessant en juin 1944, peu après le début de l'opération Overlord. Il est coulé le 25 août 1944 par des bombardiers Bristol Beaufort au large du Verdon, à la position 45° 32′ N, 1° 02′ O.